# Superstition (film, 1920)
Pour les articles homonymes, voir Superstition (homonymie).
Superstition est un court métrage américain réalisé par Edward Laemmle et sorti en 1920.

## Fiche technique
- Réalisation : Edward Laemmle
- Scénario : Ford Beebe, d'après une histoire de Arthur Henry Gooden
- Production : Universal Film Manufacturing Company
- Durée : 20 minutes
- Type : Western
- Date de sortie : 4 décembre 1920

## Distribution
- Hoot Gibson
- Charles Newton
- Jim Corey
- Dorothy Wood
- Betty Keller